# Севилско метро
Севилското метро (на испански: Metro de Sevilla) е метро в град Севиля, Испания.

## История
През 1999 г. проект за Леко метро е започнат от „Дружеството за Севилско метро“ (на испански: Sociedad del Metro de Sevilla), основано от бившия кмет на Севиля, Алехандро Рохас Маркос (Alejandro Rojas Marcos). Планирано е да бъде завършено през 2006 г., но впоследствие е открито на 2 април 2009.

## Линии
Новият проект планира мрежа от 4 метродиаметри, покриващи Севиля и района ѝ (около 1 500 000 жители)
За разлика от стария проект, новият проект е за Леко метро с подземни и надземни сектори, а станциите са по-къси от класическото метро.
Към момента действаща е първи метродиаметър с дължина 18 km и 22 метростанции.

## Фотогалерия
- Станция „San Bernardo“
- Станция „Plaza de Cuba“